# Холивуд (мини-серија)
Холивуд (енгл. Hollywood) америчка је драмска стриминг-телевизијска мини-серија, чију ансамблску поделу улога чине Дејвид Коренсвет, Дарен Крис, Лора Харијер, Џо Мантело, Дилан Макдермот, Џејк Пикинг, Џереми Поуп, Холанд Тејлор, Самара Вивинг, Џим Парсонс и Пати Лупоне. Аутора Рајана Марфија и Ијана Бренана, издата је 1. маја 2020. године на Netflix-у.
Мини-серија говори о групи амбициозних глумаца и филмских стваралаца током златног доба Холивуда у доба после Другог светског рата који покушавају да остваре своје снове. Серија је добила помешане критике критичара, који су похвалили глумачке и продукцијске вредности, али критиковали тон, писање и уметничку дозволу. Серија је добила 12 номинација на 72. додели награда Еми у ударном термину, укључујући глумачке наступе за Поупа, Тејлорову, Макдермонта и Парсонса, освојивши две.

## Радња
У Холивуду након Другог светског рата амбициозна дружина глумаца и продуцената учиниће готово све да остваре своје снове у шоубизнису.

## Глумци и улоге

### Главне
- Дејвид Коренсвет као Џек Кастело, ветеран Другог светског рата који се сели у Холивуд у нади да ће постати глумац.
- Дарен Крис као Рејмонд Ејнсли, напола филипински амбициозни филмски редитељ који се нада да ће пробити границе у Холивуду, и Камијин дечко.
- Лора Харијер као Камиј Вошингтон, надолазећа црна глумица суочена са предрасудама због своје расе и Рејмонова девојка.
- Џо Мантело као Ричард „Дик” Самјуелс, извршни директор Ace Studios-а који је затворени геј мушкарац. Хенк Стјувер из часописа The Washington Post описује га као „застрашујућег, али пријемчивог”.[3]
- Дилан Макдермот као Ернест „Ерни” Вест, макро, темељен на Скотију Бауерсу, који води свој посао изван бензинске пумпе и регрутује Џека.
- Џејк Пикинг као Рој Фицџералд / Рок Хадсон, измишљена верзија глумца и Арчијевог дечка. Лиз Кантрел из часописа Town & Country окарактерисала је ову верзију Рока Хадсона као „младог непознатог...који покушава да се пробије у свету и почиње да схвата ко је он у ствари.”[4]
- Џереми Позп као Арчи Колман, црни амбициозни сценариста суочен са предрасудама и Ројев дечко.
- Холанд Тејлор као Елен Кинкејд, извршна директорка студија и менторка амбициозним глумцима у Ace Studios-у. Кантрел је написала да лик „добија оно што жели и препознаје звезду када је види.”[4]
- Самара Вивинг као Клер Вуд, надолазећа глумица, Камијина ривалка и ћерка Ејса и Ејвис Амберг. Кантрел ју је описала као „амбициозну надолазећу звезду”.[4]
- Џим Парсонс као Хенри Вилсон, измишљена верзија холивудског агента за таленте, чији су клијенти био и Рок Хадсон.
- Пати Лупоне као Ејвис Амберг, супруга Ејса Амберга, шефа Ace Studios-а и бивша глумица.

### Споредне
- Мод Апатоу као Хенријета Кастело, Џекова жена која је трудна са близанцима и ради као конобарица. Роберт Лојд из часописа Los Angeles Times написао је да лик служи „углавном као млински камен” и да јој прича не придаје много „пажње”.[5]
- Мира Сорвино као Џин Крандал, успешна, али остарела глумица, Ејсова љубавница и Камјина сценска партнерка.
- Мишел Крусијец као Ана Меј Вонг, измишљена верзија кинеско-америчке глумице, којој Рејмонд покушава да помогне.

### Гостујуће
- Роб Рајнер као Ејс Амберг, шеф Ace Studios-а и Ејвисин супруг.
- Брајан Ченоует као Лон Силвер, Ејсов адвокат.
- Џејк Регал као Ервин Каје, човек са којим Хенријета ради и има аферу.
- Вилијам Фредрик Најт као Хари Голден, филмски уредник ветеран у Ace Studios-у.
- Квин Латифа као Хати Макданијел, измишљена верзија глумице, која даје Камиј савете.
- Кејти Макгинис као Вивијен Ли, измишљена верзија глумице.
- Паџет Брустер као Талула Банкхед, измишљена верзија глумице.
- Харијет Сенсом Харис као Еленор Рузвелт, измишљена верзија прве даме и Ејвисина пријатељица.
- Данијел Лондон као Џорџ Кјукор, измишљена верзија редитеља и продуцент, познат по својим великим кућним журкама.
- Били Бојд као Ноел Кауард, измишљена верзија драмског писца, композитора, редитеља и глумца.
- Алисон Рајт као гђа Розвел, вратарка Ace Studios-а.